# Mahénkovití
Mahénkovití (Sooglossidae) jsou čeleď žab, která zahrnuje pouze dva nepočetné rody, Sechellophryne Nussbaum & Wu, 2007 a Sooglossus Boulenger, 1906 (= Nesomantis Boulenger, 1909). Popisnou autoritu mahénkovitých představuje americký zoolog Gladwyn Kingsley Noble, jenž je roku 1931 popsal jako podčeleď blatnicovitých (Pelobatidae).
Mahénky se vyskytují pouze na Seychelách, představují však sesterský taxon vůči žábám z čeledi Nasikabatrachidae, které žijí na Indickém subkontinentu (někdy mohou být klasifikovány i v rámci jedné společné čeledi). Jejich současný reliktní výskyt je odkazem na dobu, kdy byly oba celky součástí gondwanského superkontinentu. Sooglossidae a Nasikabatrachidae mohou představovat sesterský taxon vůči žabímu kladu Ranoidea, jenž zahrnuje mj. skokanovité (Ranidae) či létavkovité (Rhacophoridae). Existují však i jiné fylogenetické hypotézy, kladoucí Sooglossidae a Nasikabatrachidae např. mezi bazální taxony kladu Neobatrachia.
Mahénkovití zahrnují drobné i středně velké zástupce; Sechellophryne spp. měří 10–14 mm, mahénka pralesní (Sooglossus thomasseti) ale 45–55 mm. Jde o noční obyvatele vlhkých seychelských lesů. Typicky žijí skrytým způsobem života, vyjma období dešťů je lze na povrchu spatřit pouze výjimečně. Mahénky sdílí společně se svými indickými příbuznými primitivní tříselný neboli inguinální amplexus. Samci vábí samice druhově specifickým voláním, ozývají se jednotlivě. Vajíčka samice kladou na zem a několik týdnů jim poskytují rodičovskou péči. V rámci této čeledi se objevují jak nepřímý, tak přímý vývoj. U mahénky seychelské (Sooglossus sechellensis) se pulci vyvíjejí na zádech své matky a během této doby nepřijímají potravu.